# 谷本吉紹
谷本 吉紹（たにもと よしつぐ、1979年2月28日 - ）は、日本の実業家。介護・医療・看護・福祉サービスを提供する、大阪市城東区の株式会社エースタイル代表取締役社長、DJ。

## 人物
- 大阪府大阪市出身。私立清風南海高等学校卒業。イベント請負・制作を個人事業にて創業。
- 2007年、株式会社エースタイル法人化設立。老人ホーム・サービス付高齢者向け住宅の運営、子どもの為の保育所や放課後等デイサービスの運営に力を入れ、2017年、株式会社エースタイルが「注目の西日本ベンチャー100」選出[3]。2018年には大阪で初の試みとなる実業団チーム「WELFARE女子硬式野球部」を発足。
- 2019年6月、FM大阪「WELFARE group presents それU.K.!! ミライbridge」でU.K. とDJを務め[4]、番組内では「大阪介護業界の異端児（革命児）・谷さん」と呼ばれる[5]。
- 2020年4月12日・19日「それU.K.!! ミライbridge」放送分で大阪府知事・吉村洋文と対談[6][7]。
- 12月27日「それU.K.!! ミライbridge」でリモート出演の歌手・岩崎宏美に「まつぼっくり」とあだ名をつけてもらう[8]。
- 2021年1月24日・31日「それU.K.!! ミライbridge」放送分で大阪市長・松井一郎と対談[9][10]。
- 3月21日、BS日テレ「コロナに負けるな！ニッポンの社長 逆転の法則」に出演[11]。
- 4月18日・25日「それU.K.!! ミライbridge」放送分で橋下徹と対談[12][13]。
- 5月、介護あかるくらぶがリリースした楽曲「Home〜時にはあなたの杖となり〜」の作詞を担当[14]。
- 6月7日、ZOZO創業者・前澤友作と共同で1000万円のお金贈りを実施。「介護・看護・保育・福祉・医療の業界で働く方を対象に、100名に10万円の支援金」を贈る[15]。
- 9月、「A-style presents OSAKA MUSIC STYLE～介護×雇用 守ろう！大阪のいのちと暮らし～」イベントを主催[16]。
- 2022年9月、人気YouTube番組「令和の虎」の新虎、浪速の虎としてデビュー。
- 2023年7月16日・23日「それU.K.!! ミライbridge」放送分で大阪府知事・吉村洋文と対談（2回目）[17]。
- 2023年8月2日、徳間書店から「介護で儲けて何が悪い」を出版。
- 2023年12月25日、大阪・本町にラーメン店「麺スタイル谷本家」オープン。
- 2024年4月7日14日「それU.K.!! ミライbridge」放送分で大阪市長・横山英幸と対談。

## 現在の出演番組・作品

### ラジオ番組
- 「WELFARE group presents それU.K.!! ミライbridge」（FM大阪、2019年6月2日 - ）[18]

### YouTube
- 令和の虎（2022年9月 - ）
- 谷本家【TORICOMチャンネル】（2022年6月 - ）

## 過去の出演番組・作品

### テレビ番組
- 「ゲツ→キン」（eo光テレビ、2019年9月9日）
- 「パインバンブーアワー」（J:COM、2020年9月19日）
- 「コロナに負けるな！ニッポンの社長 逆転の法則」（BS日テレ、2021年3月21日）
- 「ミライの大阪！きっと！ええスタイル！」（J:COM、2021年7月 - 2022年）

### ラジオ番組
- 「乃が美 阪上雄司の縁モーニング！！」（ラジオ大阪、2021年6月19日）
- 「Saturday Junction」（α-STATION・FM大阪・Kiss FM KOBE、2024年1月6日）

### 著作
- 「介護で儲けて何が悪い」（徳間書店、2023年8月2日）

### その他
- 大阪日日新聞 - 岡力の「のぞき見雑記帳」（2019年8月5日）[19]
- なんば経済新聞 （2020年6月5日）[20]

### 主催イベント
- A-style presents OSAKA MUSIC STYLE～介護×雇用 守ろう！大阪のいのちと暮らし～（住吉大社）